# Carlos Ezeta
Carlos Basilio Ezeta, né le 14 juin 1852 – mort le 21 mars 1903, est un homme d'État. Il a été président du Salvador du 2 juin 1890 au 9 juin 1894.
Renversé par un coup d’État, il est évincé du pouvoir par Rafael Antonio Gutiérrez.